# Prva Liga (Serbien)
Die Prva liga (serbisch-kyrillisch Прва лига: serbisch für „Erste Liga“), auch Prva liga Srbije („Erste Liga Serbiens“), kurz PLS, ist der Name für die zweithöchste Fußball-Liga in Serbien nach der SuperLiga. Die Prva liga wird vom serbischen Fußball-Bund organisiert und durchgeführt. 16 Mannschaften spielen derzeit in der Prva liga. 
Die zwei besten Mannschaften der Saison steigen direkt in die SuperLiga auf, der Tabellendritte hat die Möglichkeit, sich über zwei Relegationsspiele gegen den Tabellenvierzehnten der SuperLiga zu qualifizieren. 
Die vier letzten steigen in die 3. Liga, genannt Srpska liga („Serbische Liga“), ab. Hauptsponsor der Liga war die serbische Telekom, nach der sie bis 2009/2010 benannt war.

## Saison 2024/25
Die folgenden 16 Klubs spielten während der Saison 2024/25 in der Prva liga:
| Team                          | Stadt             | Stadion                   | Kapazität |
| ----------------------------- | ----------------- | ------------------------- | --------- |
| FK Smederevo                  | Smederevo         | Gradski stadion           | 17.2000   |
| FK Sloboda Užice              | Užice             | Gradski stadion Užice     | 10.2490   |
| FK Zemun                      | Zemun             | Gradski Stadion Zemun     | 10.0000   |
| GFK Dubočica                  | Leskovac          | Dubočina stadion          | 8.136     |
| FK Mačva Šabac                | Šabac             | Gradski stadion Šabac     | 5.494     |
| FK Voždovac                   | Belgrad           | Stadion Voždovac          | 5.175     |
| FK Borac Čačak                | Čačak             | Stadion kraj Morave       | 5.000     |
| OFK Vršac                     | Vršac             | Gradski Stadion Vršac     | 4.120     |
| FK Inđija                     | Inđija            | Gradski stadion Inđija    | 4.000     |
| FK Mladost Novi Sad           | Novi Sad          | Stadion FK Mladost GAT    | 3.500     |
| FK Radnik Surdulica           | Surdulica         | Gradski stadion Surdulica | 3.312     |
| FK Javor Ivanjica             | Ivanjica          | Stadion kraj Moravice     | 3.000     |
| FK Radnički Sremska Mitrovica | Sremska Mitrovica | Stadion Radnii            | 2.000     |
| GFK Sloven Ruma               | Ruma              | Stadion GFK Sloven        | 1.200     |
| FK Trajal                     | Kruševac          | Stadion Parunovac         | 1.060     |
| FK Grafičar Belgrad           | Belgrad           | Stadion Rajko Mitić       | 1.000     |

## Ausländische Mitspieler
Ab der Saison 2010/11 dürfen pro Mannschaft nur noch maximal zwei Spieler mit nicht-serbischen Pässen lizenziert und eingesetzt werden.